# Chapelle Notre-Dame de Hal
La chapelle Notre-Dame de Hal est un édifice religieux catholique situé dans la commune de Ciney en province de Namur (Belgique). La chapelle est classée au patrimoine immobilier de Wallonie.

## Situation
La chapelle est bâtie au centre de la ville de Ciney, sur une placette du sud de la rue Notre-Dame de Hal et à proximité immédiate du square Omer Bertrand et de la rue Saint-Quentin.

## Historique
L'édifice est daté de 1746 sur une fenêtre. Elle était le siège de la Confrérie de Notre-Dame de Hal. À l’origine, la chapelle était entourée de tilleuls qui furent abattus en 1880. Le produit de cette vente servit d’ailleurs à la rénovation de la chapelle.

## Description
Ce petit édifice hexagonal est construit uniquement en pierre calcaire sous une toiture à six pans à coyaux, couverte d'ardoises et coiffée d'un tambour sous une courte flèche surmontée d'une petite croix en fer forgé. Des six faces de la chapelle, trois sont aveugles. La face principale, orientée vers le nord-ouest, comprend la porte d'entrée en anse de panier avec une clé de voûte plus récente reprenant l'inscription : NOTRE-DAME DE HAL PRIEZ POUR NOUS. Cette porte est surmontée d'un grand oculus percé au cours du XIXe siècle. Les deux faces voisines de celle de la porte d'entrée possèdent chacune une baie cintrée placée en hauteur, sous la corniche. La chapelle est entourée par un socle hexagonal de deux niveaux pavés bordés de pierres de taille.

## Classement
La chapelle Notre-Dame de Hal est un bien classé depuis le 17 juillet 1978 et est reprise sur la liste du patrimoine immobilier classé de Ciney.